# Anemone demissa
Anemone demissa är en ranunkelväxtart som beskrevs av Joseph Dalton Hooker och Thomson. Anemone demissa ingår i släktet sippor, och familjen ranunkelväxter.

## Underarter
Arten delas in i följande underarter:
- A. d. major
- A. d. monantha
- A. d. villosissima
- A. d. yunnanensis